# Giacomo Bini
Giacomo Bini OFM (ur. 23 sierpnia 1938 w Ostra Vetere, zm. 9 maja 2014 w Rzymie) – włoski franciszkanin, teolog, misjonarz, minister generalny Zakonu Braci Mniejszych w latach 1997–2003.

## Życiorys
Giacomo Bini przyszedł na świat w rodzinie Amalio e Teresy z d. Tanfani w Ostra Vetere w prowincji Ankona w Marchii. Miał pięcioro rodzeństwa. Lata dzieciństwa przypadły na okres II wojny światowej. W 1950 rodzina przeniosła się do Rzymu. Giacomo pozostał w Marchii, wstępując w tym samym roku do Kolegium Serafickiego (niższe seminarium) w Potenza Picena. Kolejne etapy formacji przed wstąpieniem do prowincji franciszkańskiej odbywał w San Severino i Sassoferrato. Do nowicjatu Prowincji św. Jakuba z Marchii wstąpił 18 września 1956, śluby czasowe złożył 19 września 1957, a profesję uroczystą 17 września 1963. W latach 1957–1960 studiował filozofię w Matelice, w latach 1960–1964 teologię w Jesi. Święcenia prezbiteratu otrzymał 14 marca 1964 w Jesi. Jako neoprezbiter odbył studia licencjackie na rzymskim Antonianum, które kontynuował w latach 1965–1967 na Uniwersytecie Katolickim w Paryżu. Po powrocie do macierzystej prowincji prowadził wykłady z liturgiki dla studentów teologii. W 1971 obronił pracę doktorską nt. Grzech i pokuta u św. Bazylego z Cezarei na Uniwersytecie w Strasburgu. W tym samym czasie był w swojej prowincji definitorem, formatorem i wykładowcą. Wykładał również w regionalnym seminarium duchownym w Fano. W latach 1972–1982 był członkiem wspólnoty zakonnej w Urbino. W 1981 został wybrany wikariuszem prowincjalnym. W odpowiedzi na zaproszenie ministra generalnego Johna Vaughna w 1982 zdecydował się na wyjazd na misje afrykańskie. Do Rwandy przybył w lutym 1983. W latach 1983–1989 pracował w Rwandzie, 1989–1992 w Tanzanii. W latach 1992–1997 był prowincjałem w Nairobi (Wiceprowincja św. Franciszka z Asyżu w Kenii).
W 1997 uczestniczył w Asyżu w kapitule generalnej Zakonu Braci Mniejszych, podczas której został generałem. Za generalatu o. Biniego franciszkanie wprowadzili zwyczaj organizowania sesji formacyjnych dla wizytatorów zakonu oraz nowych prowincjałów. Nastąpiło ożywienie w misji w Maroku (1999). W Brukseli otwarto dom przygotowawczy dla udających się na misje (2000). Jako generał zakonu przyjmował papieża Jana Pawła II w klasztorach Kustodii Ziemi Świętej podczas jego podróży apostolskiej do Jordanii i Izraela w roku Wielkiego Jubileuszu. Generał zaangażował się osobiście podczas oblężenie Bazyliki Narodzenia Pańskiego w Betlejem w 2002, wspierając lokalną wspólnotę braci mniejszych. Udał się w tym czasie do Jerozolimy. Generał Bini żywo interesował się sytuacją klarysek i innych franciszkańskich zakonów żeńskich. Za generalatu Biniego narastał konflikt między franciszkanami a klerem diecezjalnym w Mostarze. W 2001 wydano siódmy raz Schematismus Ordinis Fratrum Minorum. O. Bini gościł szereg razy w Polsce. Urząd generała przekazał w 2003 Hiszpanowi José Rodríguezowi Carballo.
Po kapitule generalnej 2003 o. Bini mieszkał początkowo u klarysek w Paganica, później w Paryżu. W latach 2004–2005 przebywał na misji na Madagaskarze. W styczniu 2005 został wezwany przez generała Carballo do Rzymu. Zamieszkał we Frascati. Animował wspólnoty franciszkańskie na terenie Włoch, głosząc rekolekcje i prowadząc dni skupienia dla braci, sióstr franciszkanek i klarysek. Do wygłoszenia konferencji zapraszali go też kapucni i franciszkanie konwentualni. Owocem tego okresu działalności o. Biniego są publikacje w języku włoskim. W latach 2007–2014 zakonnik związany był z zależną bezpośrednio od generała zakonu eksperymentalną Wspólnotą międzynarodową w Palestrinie. Bini był jej gwardianem. W 2010 został prezesem Fundacji św. Idziego dla dialogu i misji. Do fundacji weszli, oprócz braci z Palestriny, również franciszkanie mieszkający w Stambule. W marcu 2014 o. Bini obchodził w Palestrinie pięćdziesiątą rocznicę święceń kapłańskich. Giacomo Bini zmarł w szpitalu w Rzymie 9 maja 2014. Obrzędom pogrzebowym 12 maja w Grottaferrata przewodniczył generał Michael Perry.

## Wybrane dzieła
- Priorytety na sześciolecie 1997–2003: Przewodnik praktyczny do Dokumentu Kapituły Generalnej, Wydawnictwo św. Antoniego, Wrocław 1998.
- Zakon dzisiaj: refleksje i perspektywy, Curia Generale OFM, Rzym 2000.
- Klara z Asyżu. Hymn Pochwalny: List Ministra generalnego O. Giacomo Bini, Rzym 2002.
- Vocavit nos Deus ut eamus per mundum. Relacja Ministra Ggeneralnego fr. Giacomo Bini OFM: Kapituła Generalna OFM 2003, Ufficio Cominicazioni Curia generale dei Frati Minori, Rzym 2003.
- Audite, sorelle: Un itinerario per rifondare la vita consacrata, seria Memoria e Profezia, Padwa 2005.
- Ritorno alla intuizione evangelica francescana, Biblioteca Francescana Edizioni, seria Presenza di S. Francesco, Mediolan 2010.
- Un'esistenza unificata e pacificta in Dio: Sentieri di vita francescana oggi, Edizioni Biblioteca Francescana, Mediolan 2011.